# Castell de Quer
|  | No s'ha de confondre amb Castell del Quer. |

Castell de Quer és un castell declarat bé cultural d'interès nacional a uns 2 km vers migjorn de la població de Prats del Lluçanès, sobre d'una roca. El seu nom prové de la gran roca sobre la qual s'assenta la torre de planta circular, que ha assolit els nostres dies, i que pertanyia als senyors de Lluçà. Fou una petita jurisdicció a l'extrem de la jurisdicció de Lluçà. Forma part d'un conjunt força ben organitzat amb el casal de Santa Llúcia i la capella antigament anomenada de Galobardes.
Del centre d'un roc o quer, amb una tanca de pedra sobre el roc, surt la torre de defensa del castell. La torre de defensa de l'antic castell de Quer, que és l'element més important que en resta, és circular i d'una bona alçada feta amb carreu regular romànic fins a les tres quartes parts de la seva alçada. La resta és de carreu normal nou. L'interior de la torre ha estat molt modificada i avui és ocupat per una escala de planta quadrada que mena al terrat de la torre passant per una saleta mirador amb quatre finestres.

## Història
Aquest castell es trobava inicialment en el terme del castell de Lluçà, i no tenia un terme assignat, però, en sortir de l'òrbita dels senyors del Castell de Lluçà, hom assignà un terme al castell. El lloc de Quer no apareix fins al 1056, quan Ermessenda de Balsareny, esposa de Sunifred II de Lluçà, de la família dels vicaris comtals de Balsareny, donà al seu fill Ramon, levita, tot l'alou anomenat Quer (Cher), amb els edificis, terres i pertinences.
Les poques vicissituds del castell comencen en la citada donació, en la qual es prescrivia que un cop mort Ramon, l'alou havia de passar a un germà anomenat Folc o bé als seus fills legítims. L'alou passà, tal com es fixà en la donació, al germà Folc, el qual, el 1074, es trobà greument malalt i feu el vot que si es curava, entraria al monestir de Ripoll com a monjo, i així succeí, aportant l'alou de Quer com a dotació. El seu germà, Berenguer Sunifred, que havia d'ésser bisbe de Vic, va demanar a l'abat de Ripoll el domini del castell i l'alou de Quer per donar-lo a la seu de Vic com a dotació de la seva plaça en la canònica. Aquesta donació fou confirmada l'any 1099 però els senyors de Lluçà protestaren i recobraren la meitat del castell amb l'obligació de prestar homenatge als bisbes de Vic per l'altra meitat. Així, el castell de Quer seguí les mateixes vicissituds que el castell de Lluçà. No està documentada l'existència de castlans.
L'any 1104 Pere de Lluçà concordà amb el bisbe de Vic Arnau que defensaria els béns del bisbe des del castell de Quer. L'any 1170 Guillem de Lluçà en el seu testament assignava tot el dret que tenia al castell de Quer al seu parent Gombau de Besora i, si aquest no ho acceptava, havia de passar al seu germà Bernat. Aquest rebé els drets i es negà en principi a reconèixer els drets de la seu de Vic. Finalment el 1176 ambdues parts arribaren a una concòrdia. Mort Bernat de Besora, la família Lluçà recuperà els drets sobre el castell. L'any 1198 Pere de Lluçà cedí a la seva muller Estefania el castell de Quer, salvant però els drets de l'Església de Vic. L'abril del mateix any, en jurament prestat per «Petrus de Luciano» al rei Pere el Catòlic, compareix la menció de la «forcia de castro de Cher».
Vers el 1242, Pere de Lluçà donà el castell del Quer al seu secundogènit, Mir, casat amb Elissendis d'Oló. Pere d'Oló, fill d'aquest matrimoni, el posseí fins a l'any 1297 que feu testament. Pere d'Oló edificà la capella de Santa Llúcia vers l'any 1275. En el seu testament, dona a la capella de «Ste. Lucie des Quer», el dret de tasca de pa i vi dels termes del castell del Quer, per al manteniment del seu culte.
El 1299, Bernat Guillem de Portella, senyor del castell de Lluçà, en retre homenatge de fidelitat al bisbe de Vic Berenguer de Bellvís per tots els feus que li tenia, anomena el «Castrum de Quero». Semblantment, el 8 de maig del 1324 Bernat de Portella, fill i hereu de Bernat Guillem, prestà l'homenatge al prelat si bé feu constar que dubtava que el castell de Quer el tingués en feu dels bisbes vigatans. Així el castell de Quer seguí les mateixes vicissituds que el castell de Lluçà. No hi ha documentació de l'existència de castlans al castell de Quer.